# František Maxmilián Kaňka

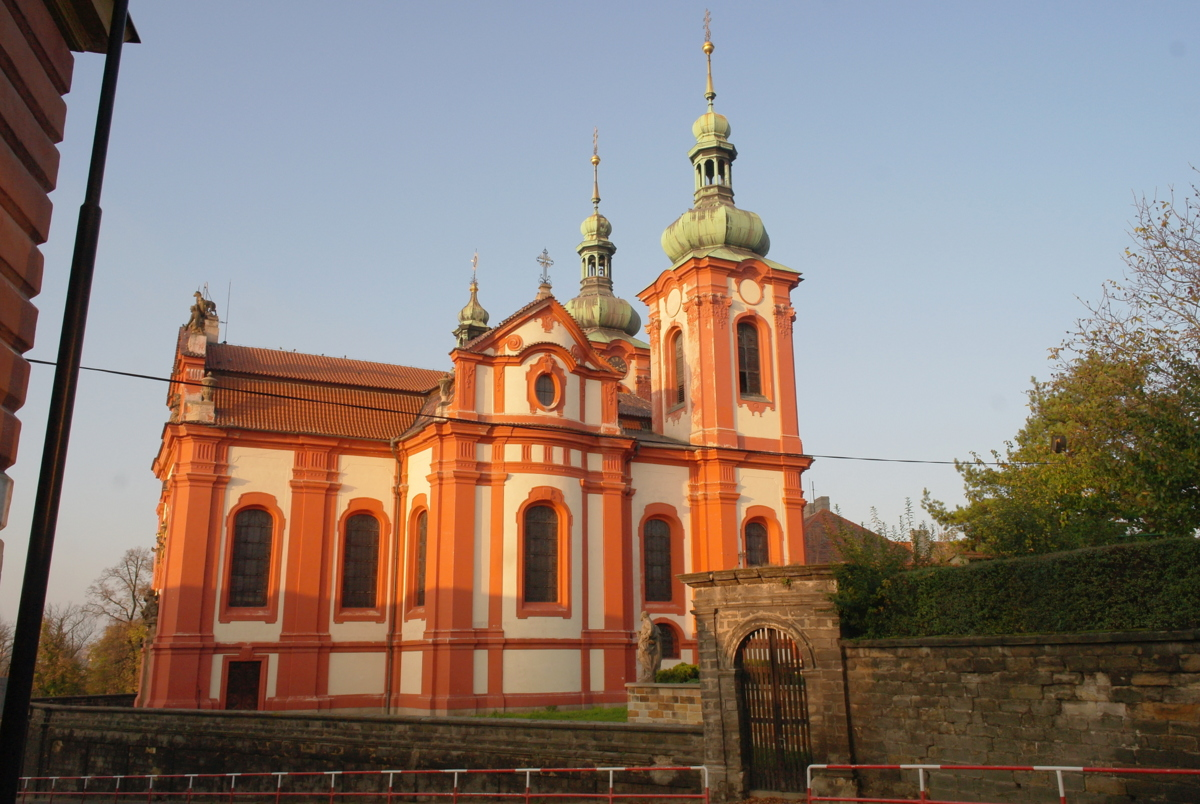
Kostel Nanebevzetí Panny Marie (městys Zlonice, okres Kladno)

František Maxmilián Kaňka (19. srpna 1674 Praha-Staré Město – 14. července 1766 Praha-Staré Město) byl český barokní architekt.

## Život

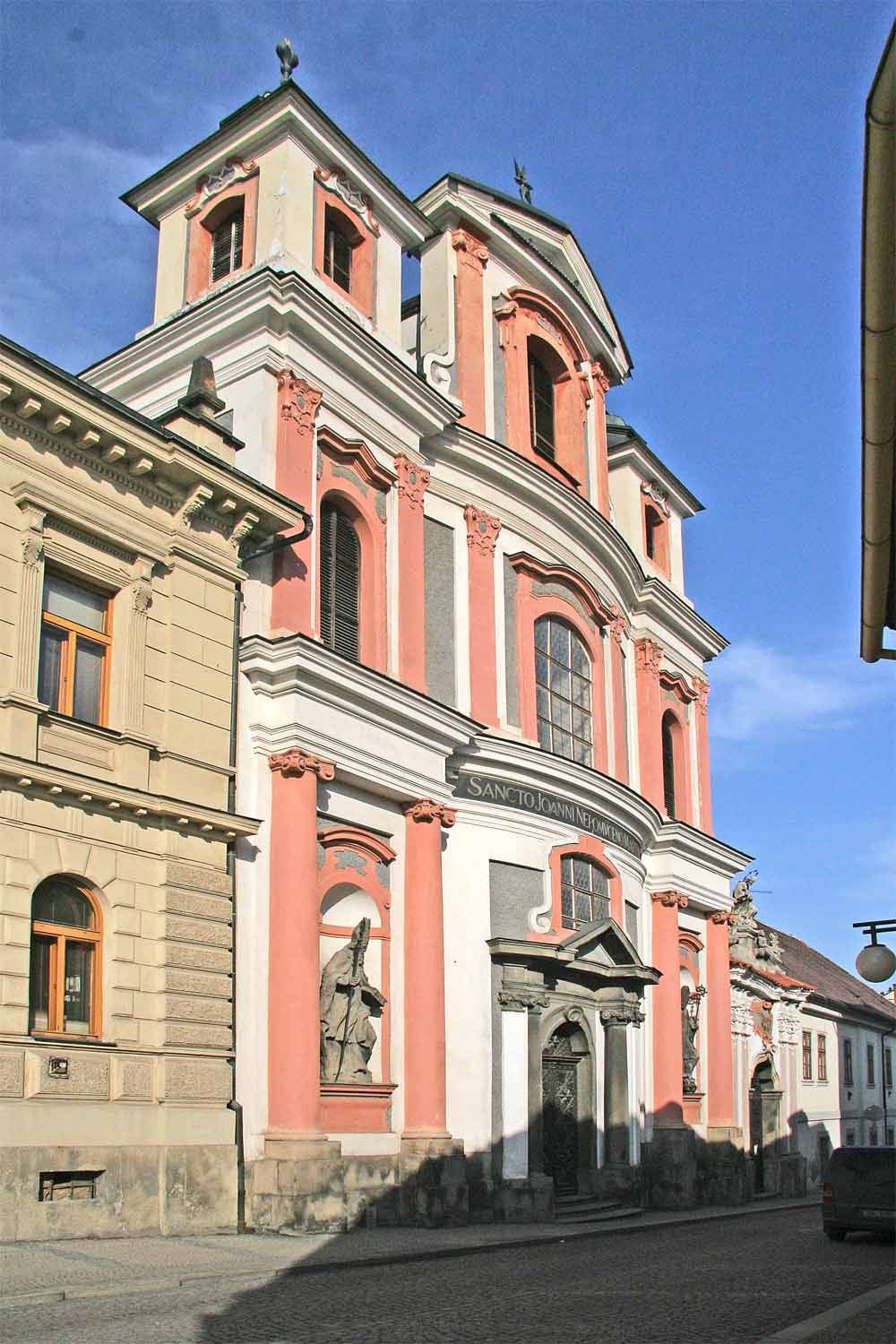
Kostel Svatého Jana Nepomuckého, Kutná Hora

Nejprve se učil v pražské huti svého otce Víta Václava Kaňky, později se vyučil u pražského stavitele Pavla Ignáce Bayera. O tovaryšské cestě není mnoho zpráv, mohl studoval v Itálii a Vídni. Po návratu ze zahraničí spolupracoval s Giovannim Battistou Alliprandim, Janem Blažejem Santinim-Aichelem, prováděl také stavby podle projektů Kiliána Ignáce Dientzenhofera. Stal se měšťanem na Starém Městě s bytem v Dlouhé ulici, kde provozoval také pivovar. Roku 1699 se po slavnostní přísaze stal samostatným stavitelem, brzy také předním členem staroměstského cechu. Jednou z prvních realizací byl návrh na stavbu prelatury a refektáře u staroměstských benediktinů u kostela sv. Mikuláše. První samostatnou stavbou byla kaple sv. Jana Nepomuckého na vídeňském předměstí Leopoldstadt, postavená mezi lety 1709–1711, ovšem dodnes se nedochovala. Františkův otec velmi dbal na důkladném vzdělání a připravoval jej na profesi stavitele, oba dva byli znalí i latinského jazyka. Široký rozhled a znalosti Františka Maxmiliána se odrazily v pokusu o zřízení pražské Akademie umění v roce 1709 spolu se sochařem Františkem Preisem a malířem Michaelem Václavem Halbaxem, ale neuspěli. Tímto pokusem předběhli svou dobu o téměř 100 let. Přátelil se a spolupracoval s malířem Václavem Vavřincem Reinerem a sochařem Matyášem Bernardem Braunem.
V rámci provozu byl výjimečný i vztahem ke stavitelům. Dostával se do nejbližších okruhů svých aristokratických zákazníků, pravděpodobně i díky svému vzdělání a rozhledu. Později vystupoval vůči objednavatelům až v partnerské pozici. Především dával přednost pracím, které byly úzce spojeny s objednavateli, jako například návrhy interiérového zařízení. Byl velmi štědře honorován, a to i pouze za plány, které musely rozpracovat realizovat jiní.
Vždy se snažil udržovat co nejlepší kolegiální vztahy, na rozdíl od jiných, jejichž spory nejednou vedly před soud. Přejímání zakázek tak probíhalo velmi plynule, nedramaticky. Styk s G. B. Alliprandim byl velmi rozhodující pro Kaňkovo architektonické vyzrání. Ve druhém desetiletí 18. století nahradil ve službách Jana Josefa z Valdštejna rodinu stavitelů Canevallů, se kterými nadále udržoval dobré vztahy. Především s Marcem Antoniem Canevalle, kterému dvakrát svědčil u křtu dětí.
Záhy se stal nejvyhledávanějším architektem významných šlechtických rodů, a tak oproti svým současníkům získával až několikanásobně vyšší honoráře a získat jej za dvorního architekta se stalo věcí prestiže. Pracoval pro rody Valdštejnů, Černínů, Mansfeldů, Pachtů, Trauttmansdorffů, Lobkoviců, Kinských a Vrtbů, dále také pro řády augustiniánů, piaristů a cisterciáků. 
V roce 1723 byl jmenován císařským architektem a tomuto postavení odpovídal i architektův majetek. K roku 1725 přiznával příjem 500 zl., ovšem podle dochovaných smluv se jeho příjem pohyboval kolem 1470 zl., vlastnil nejméně čtyři domy, další pravděpodobně pořídil svým dětem. Srovnatelný majetek měl v té době pouze Kaňkův blízký přítel M. B. Braun, který vlastnil 3 domy a přiznával příjem 900 zl.
Již ve dvacátých letech 18. století začíná omezovat stavební aktivity, které částečně přebírají jeho žáci. I s nimi Kaňka udržoval dobré vztahy. Nejvíce s ním spolupracoval František Ignác Prée, za žáka Kaňky se sám označoval Anselmo Lurago a můžeme předpokládat, že vyučil též Václava Špačka, nebo J. J. Hrdličku.
Ve třicátých letech již nejsou zmínky o konkrétní stavitelské činnosti, Kaňka vystupuje jako bohatý pražský pivovarník, který se díky finančnímu zabezpečení může věnovat svým zálibám. Roku 1737 si ve svých 63 letech bere příslušnici erbovní rodiny Kateřinu Malou z Tulejovic, se kterou měl dvě děti. Roku 1764 sepisuje Kaňka v češtině svou poslední vůli a o dva roky později umírá ve věku 92 let. Pohřben byl 14. července 1766 do krypty v kostele Panny Marie před Týnem. František Maxmilián Kaňka za svůj život přežil dvě generace stavitelů a mnozí z nich jsou paradoxně dnes mnohem známější. Dobovému věhlasu a společenskému postavení se mohl jen částečně blížil K. I. Dientzenhofer.

## Práce pro šlechtické rody
Největším přínosem Františka Maxmiliána Kaňky pro barokní Čechy jsou realizace zámků, které byly stavěny v centrech nově vzniklých panství. Od konce 17. století vznikají nově venkovská sídla specializovaného účelu, ta byla většinou spojována s lovem, tedy lovecké zámky, které mají velice blízko k vídeňským lusthauzům a velmi vzdáleně připomínají principy italských venkovských vil. Právě Kaňka se proslavil jako osoba, která dokáže nejlépe splnit požadavky na reprezentaci, vysoké nároky na vzhled a též na vybavení takových loveckých zámků.
Roku 1714 navrhl pro Annu Josefu z Khünburgu, manželku Heřmana Jakuba Černína z Chudenic, zámek v Hoříně nedaleko Mělníka. Na tomto projektu lze vysledovat vztah Kaňky k Alliprandimu. Ve stejném roce také začal pracovat pro Jana Josefa z Valdštejna na stavbě hraběcího špitálu u zámku v Duchcově, který byl kvůli těžbě uhlí zbořen ve druhé polovině 20. století. O rok později pro Valdštejna navrhl jeden z nejsložitěji koncipovaných barokních celků v Čechích, a to manufakturu v Horním Litvínově, která se též do dnešních dob nedochovala. Pro Valdštejny postavil zámek a kostel v Loučeni a pro Pachty z Rájova zámek v Liběchově. Ve dvacátých letech projektoval zámek Vinoř, menší sídlo Františka Josefa Černína z Chudenic. Pro Františka Adama Trauttmansdorffa realizoval zámek Jemniště, a v Litomyšli pro něj navrhl krytou jízdárnu. Pro rod Kinských postavil v letech 1721–1723 zámek Karlova Koruna u Chlumce nad Cidlinou. Ve službách dalších rodů vedl např. pro Vrtby přestavbu zámku Konopiště či projektoval úpravu Vrtbovské zahrady na Malé Straně v Praze. 
Mezi lety 1720-1724 vznikal nejvýznamnější zámecký počin Františka Maxmiliána Kaňky, a to zámek v Krásném Dvoře. Tuto přestavbu renesanční vily si objednal František Josef Černín z Chudenic a dokonce v průběhu stavby musel Kaňka měnit plány podle přání stavebníka. Pro Černína také upravoval Černínský palác v Praze na Hradčanech, kde navázal na Carattiho koncepci a svými doplňky ji ještě umocnil.

## Sakrální tvorba
Kaňkova sakrální díla často vznikala pro šlechtické stavebníky. V pozici dvorního architekta projektoval mnoho méně významných staveb, přesto že se takové zakázky snažil předávat svým žákům, či jiným architektům. Mnoho venkovských kostelů tak navrhl tak, aby splnil požadavek na menší finanční výdaje při stavbě.
František Maxmilián Kaňka realizoval některé projekty jiných architektů, například dokončil piaristický kostel Nalezení sv. Kříže v Litomyšli dle návrhu Giovanniho Battisty Alliprandiho, nebo se podílel na stavbě konventu cisterciáckého kláštera na Zbraslavi podle plánů Jana Blažeje Santiniho-Aichla.
Mnoho kostelů projektoval na černínských panstvích, například kostel Nanebevzetí Panny Marie ve Svatoboru, kostel Povýšení sv. Kříže ve Vinoři, farní kostel sv. Václava v Žihli, děkanský kostel sv. Petra a Pavla v Jesenici, či nedochovaný kostel sv. Wolfganga v Chudenicích. Tyto kostely ukazují množství kompozičních variant, které Kaňka užíval.
Z realizací mimo české území lze zmínit městský kostel sv. Jana v rakouském Donaueschingen, jehož návrh Kaňka vypracoval pravděpodobně na přímluvu Jana Josefa z Valdštejna.
Zajímavými počiny v Kaňkově tvorbě jsou především dva kostely, které mají evokovat vzdálenou historii. Podobně jako Santini, nejvýznamnější představitel tohoto směru, navrhl úpravy baziliky sv. Prokopa v Třebíči a proboštského chrámu Narození Panny Marie v Roudnici nad Labem v duchu "barokní gotiky".
Ze staveb, které ukazují Kaňkovu variabilitu v sakrálním prostředí, lze zmínit například kostel Nanebevzetí Panny Marie ve středočeských Zlonicích, který vyprojektoval pro Filipa Josefa Kinského v roce 1727. Tento kostel se od ostatních odlišuje především v bohatém dynamizovaném členění.
Na konci své kariéry vyprojektoval Kaňka kostel sv. Jana Nepomuckého v Kutné Hoře, jehož stavba započala 1734.

## Další práce
František Maxmilián Kaňka také pracoval na dobově neobvyklé zakázce, a to na přestavbě pražské univerzity – Karolina, kterou nejdříve zaměřil, aby zdokumentoval původní stav. Díky tomu známe původní podobu univerzity.
Ve spolupráci s M. B. Braunem vytvořil pozoruhodné sochařské dílo v plenéru, totiž pomník Karla VI. v Hlavenci nedaleko Staré Boleslavi, který objednal hrabě František Antonín Špork. Odhalen byl roku 1725 a na oslavě u příležitosti odhalení byl přítomen i princ Tomáš Emanuel Savojský. Kaňka byl přítomen i u vytváření náhrobku hraběte Ferdinanda Leopolda Šporka, mladšího bratra F. A. Šporka, kde působil jako jakýsi "umělecký ředitel" a dohlížel na vytváření díla.
Kaňka též vytvářel plány pro oltáře, kde snoubí zažité klasické tvarosloví s dynamicky pojatým dojmem. Před rokem 1719 navrhl hlavní oltář mariánského kostela ve Staré Boleslavi, kde také spolupracoval s Matyášem Bernardem Braunem. Podílel se rovněž na vybavení katedrály sv. Víta v Praze, kde navrhl pro hraběte Černína oltář v kapli sv. Zikmunda.
Do téměř sochařských kompozic lze též zařadit zámeckou bránu v Konopišti z roku 1725.
Mezi expresivnější vyjádření lze zařadit úpravu interiéru kostela Panny Marie a sv. Karla Velikého v Praze na Karlově u kláštera augustiniánů. Kaňkovi je zde připisována úprava z let 1733–1740, kde jsou nejvýraznější boční rizality v podobě balkonů s bohatou sochařskou výzdobou, které doprovázejí náročně pojatou hudební kruchtu.

## Dílo

### Praha (historická města)

#### Hradčany
- Bazilika svatého Jiří
- Černínský palác
- Černínská zahrada
- Katedrála sv. Víta
- Královská zahrada
- Zahrada Na Valech

#### Malá Strana
- Fürstenberský palác
- Hartigovský palác
- Ledeburská zahrada
- Ledebourský palác
- Oettingenský palác
- Palác Lažanských
- Palác Thurn-Taxisů
- Pálffyho palác
- Vrtbovský palác
- Vrtbovská zahrada

#### Nové Město
- Augustiniánský klášter Na Karlově
- Chrám Nanebevzetí P. Marie a sv. Karla Velikého
- Palác Mladotovský (Faustův dům), připisováno

Kaňkovi býval připisován i Kostel svaté Kateřiny Alexandrijské v Praze, podle pozdějších údajů se ale jedná jednoznačně o dílo Kiliána Ignáce Dientzenhofera.

#### Staré Město
- Celetná, dům „U zlatého supa“
- Celetná, Elsnicovský dům
- Chrám sv. Jiljí
- Chrám sv. Šimona a Judy
- Karolinum
- Klementinum včetně: Zrcadlové kaple (kaple Zvěstování Panny Marie), Vlašská kaple (Nanebevzetí Panny Marie)
- Palác Pachtů z Rájova
- Staroměstské nám., dům "U zlatého jednorožce"
- Staroměstské nám., dům "U kamenného beránka"[zdroj?]

### Mimo historickou Prahu

#### zámky
- Ctěnice, zámek Ctěnice[11]
- Hořín, zámek Hořín
- Jemniště, zámek Jemniště
- Karlova Koruna, zámek Karlova Koruna
- Krásný Dvůr, zámek Krásný Dvůr
- Loučeň, zámek Loučeň
- Liběchov, zámek Liběchov
- Vinoř, zámek Vinoř

#### kostely
- Donaueschingen, kostel sv. Jana
- Chudenice, kostel sv. Wolfganga
- Jesenice, děkanský kostel sv. Petra a Pavla
- Kutná Hora, kostel sv. Jana Nepomuckého
- Liběchov, kostel svatého Havla
- Litomyšl, kostel Nalezení sv. Kříže
- Lysá nad Labem, Kostel sv. Jana Křtitele
- Roudnice nad Labem, kostel Narození Panny Marie
- Svatobor, kostel Nanebevzetí Panny Marie
- Třebíč, Bazilika svatého Prokopa
- Vinoř, kostel Povýšení sv. Kříže
- Zlonice, kostel Nanebevzetí Panny Marie
- Žihle, kostel sv. Václava

#### další díla
- Hlavenec, Pomník císaře Karla VI.
- Praha-Zbraslav, Zbraslavský klášter
- Lysá nad Labem-Byšičky, Karlov